# HMS Phoenix (N96)
| «Фенікс» (N96)                                                        | «Фенікс» (N96) | «Фенікс» (N96) |
| --------------------------------------------------------------------- | --- | --- |
| HMS Phoenix (N96)                                                     | | |
|                                                                       | | |
| Британський підводний човен «Фенікс». 1930                            | | |
| Верф                                                                  | Cammell Laird, Беркенгед | Cammell Laird, Беркенгед |
| Під прапором                                                          | Велика Британія | Велика Британія |
| Належність                                                            | Військово-морські сили Великої Британії                                                                                                 | Військово-морські сили Великої Британії                                                                                                 |
| Порт приписки                                                         | Гонконг, Александрія | Гонконг, Александрія |
| На честь                                                              | 18-й корабель флоту на ім'я «Фенікс» | 18-й корабель флоту на ім'я «Фенікс» |
| Замовлення                                                            | 7 лютого 1928 | 7 лютого 1928 |
| Закладений                                                            | 23 липня 1928 | 23 липня 1928 |
| Спуск на воду                                                         | 3 жовтня 1929 | 3 жовтня 1929 |
| Введений до складу флоту                                              | 3 лютого 1931 | 3 лютого 1931 |
| На службі                                                             | 1931–1940 | 1931–1940 |
| Девіз                                                                 | «Я воскресну» (лат. Resurgam) | «Я воскресну» (лат. Resurgam) |
| Загибель                                                              | 16 липня 1940 року ймовірно потоплений глибинними бомбами італійського мисливця на підводні човни «Альбатрос» поблизу узбережжя Сицилії | 16 липня 1940 року ймовірно потоплений глибинними бомбами італійського мисливця на підводні човни «Альбатрос» поблизу узбережжя Сицилії |
| Сучасний статус                                                       | затонулий | затонулий |
| Бойовий досвід                                                        | Друга світова війна Битва на Середземному морі Мальтійські конвої Поставки на Мальту Бій біля Калабрії                                  | Друга світова війна Битва на Середземному морі Мальтійські конвої Поставки на Мальту Бій біля Калабрії                                  |
| Проєкт                                                                | | |
| Класифікація ПЧ                                                       | океанський дизель-електричний підводний човен                                                                                           | океанський дизель-електричний підводний човен                                                                                           |
| Тип ПЧ                                                                | Підводний човен типу «Партіан» | Підводний човен типу «Партіан» |
| Основні характеристики                                                | | |
| Швидкість (надводна)                                                  | 17,5 вузлів (32,4 км/год) | 17,5 вузлів (32,4 км/год) |
| Швидкість (підводна)                                                  | 9 вузлів (17 км/год) | 9 вузлів (17 км/год) |
| Робоча глибина занурення                                              | 90 м | 90 м |
| Гранична глибина занурення                                            | 150 м | 150 м |
| Дальність плавання                                                    | 8 500 миль (15 700 км) на швидкості 10 вузлів                                                                                           | 8 500 миль (15 700 км) на швидкості 10 вузлів                                                                                           |
| Екіпаж                                                                | 59 офіцерів та матросів | 59 офіцерів та матросів |
| Розміри                                                               | | |
| Довжина найбільша (по КВЛ)                                            | 105 м | 105 м |
| Ширина корпусу найб.                                                  | 8,61 м | 8,61 м |
| Середня осадка (по КВЛ)                                               | 4,85 м | 4,85 м |
| Водотоннажність надводна                                              | 2 026 тонн | 2 026 тонн |
| Водотоннажність підводна                                              | 2 723 тонни | 2 723 тонни |
| Силова установка                                                      | | |
| Дизель-електрична: 2 × дизельних двигуни Admiralty 2 × електродвигуни | | |
| Гвинти                                                                | 2 | 2 |
| Потужність                                                            | 4 400 к.с. (дизелі) 1 530 к.с. (електродвигуни)                                                                                         | 4 400 к.с. (дизелі) 1 530 к.с. (електродвигуни)                                                                                         |
| Озброєння                                                             | | |
| Артилерія                                                             | 1 × 102-мм корабельна гармата Mk.XII | 1 × 102-мм корабельна гармата Mk.XII |
| Торпедно- мінне озброєння                                             | 6 × 533-мм носових торпедних апарати 13 торпед                                                                                          | 6 × 533-мм носових торпедних апарати 13 торпед                                                                                          |
| ППО                                                                   | 2 × зенітні кулемети Lewis | 2 × зенітні кулемети Lewis |

«Фенікс» (N96) (англ. HMS Phoenix (N96) — військовий корабель, океанський патрульний підводний човен далекого радіусу дії типу «Партіан» Королівського військово-морського флоту Великої Британії часів Другої світової війни.
Підводний човен брав активну участь у бойових діях Другої світової війни. «Фенікс» здійснив 5 бойових походів, бився в Середземному морі, виконував завдання в Тихому та Індійському океанах.

## Історія створення
Підводний човен «Фенікс» був закладений 23 липня 1928 року на верфі компанії Cammell Laird у Беркенгед. 3 жовтня 1929 року він був спущений на воду, а 3 лютого 1931 року увійшов до складу Королівських ВМС Великої Британії.

## Історія служби
Після введення в експлуатацію підводний човен «Фенікс» перебував у складі британської 4-ї флотилії підводних човнів на Китайській станції на військово-морській базі Гонконг разом з іншими кораблями свого класу. Кораблі Китайської станції мали завдання захисту торгівлі та використовувалися як символ британської влади в цьому регіоні світу. У вересні 1935 року «Фенікс», «Пандора», «Осіріс», «Освальд» і корабель-депо «Медвей» отримали наказ на передислокацію в Середземне море. Перебуваючи в Середземному морі, кораблі брали участь у військово-морських навчаннях, включаючи маневр аварійного занурення. Через вісім місяців невелика група отримала наказ повернутися до Гонконгу. Втім, у квітні 1940 року флотилія разом з «Медвеєм» була повернута в Середземне море для підтримки військово-морських операцій. Ці субмарини стали основою при розгортанні нової 1-ї флотилії підводних човнів.
«Фенікс» дислокувався в Александрії та патрулював Егейське море та води навколо Додеканесу з 14 червня по липень 1940 року. У липні 1940 року «Фенікс» під командуванням капітана-лейтенанта Гілберта Г'ю Новелла і «Роквел» отримали завдання прикривати конвой британських кораблів, що доставляли постачання з Мальти до Александрії. 8 липня «Фенікс» вийшов на зв'язок після того, як помітив італійський бойовий флот. Адмірал Ендрю Каннінгем наказав своїм кораблям відрізати італійський флот від їх бази в Таранто, що призвело до битви біля Калабрії. «Фенікс» випустив торпеди по двох італійських лінкорах «Джуліо Чезаре» та «Конте ді Кавур», але не влучив у обидві цілі. Перебуваючи біля узбережжя Аугусти, «Фенікс» випустив торпеди по італійському мисливцю на підводні човни «Альбатрос», але промахнувся. «Альбатрос» контратакував і потопив «Фенікс» глибинними бомбами. Усі члени екіпажу британського човна загинули.